# Polyeucte (Gounod)
Polyeucte és una òpera en cinc actes amb música de Charles Gounod i llibret en francès de Jules Barbier i Michel Carré, basada en l'obra sobre Polieucte de Melitene de Pierre Corneille. El llibret és més fidel a la seva font que Les martyrs, l'adaptació de Scribe per a Donizetti, i Gounod confiava a expressar "els poders desconeguts i irresistibles que el Cristianisme ha divulgat entre la Humanitat". El tema va ocupar Gounod durant deu anys. Un retard inicial va ser causat per un incendi que va destruir el teatre de l'Òpera de París, la Salle Le Peletier, l'octubre de 1873. Un altre ulterior retard es va deure al fet que el primer esborrany va romandre en mans d'una gelosa Georgina Weldon quan ell va marxar a Anglaterra el 1874, i el compositor va haver de recórrer a una demanda abans de resignar-se a recompondre l'obra de memòria. Finalment es va estrenar en el nou teatre de l'Òpera, el Palais Garnier el 7 d'octubre de 1878 però va ser un fracàs, "la pena de la meva vida" i va tancar després de 29 representacions. L'ària de Polyeucte Source délicieuse de vegades se sent en concert.